# Triportheus nematurus
Triportheus nematurus är en fiskart som först beskrevs av Kner, 1858.  Triportheus nematurus ingår i släktet Triportheus och familjen Characidae. Inga underarter finns listade i Catalogue of Life.